# エル・ソラール
エル・ソラール（El Solar、1956年5月25日 - ）は、メキシコ・ハリスコ州サコアルコ・デ・トーレス出身の覆面レスラー。
ソラール2号は弟。ソラール・ジュニア、イホ・デ・ソラールは実子。

## 来歴
1975年5月にサンルイスポトシでデモニオ・ロホを相手にデビュー、スペル・アストロとウルトラマンとの宇宙をモチーフとしたトリオタッグチーム「ロス・カデテス・デル・エスパシオ」としても活躍する。日本には1981年8月、新日本プロレス「ブラディ・ファイト・シリーズ」で初来日。シリーズ最終戦の9月23日の田園コロシアム大会ではタイガーマスクと一騎討ちを行ったが、試合途中で左肩を脱臼するアクシデントに見舞われ、不運な敗戦を喫した。
1992年にユニバーサル・プロレスリングに来日。
1994年に「マリアッチ」とリングネームを変えた。1997年、1998年、1999年にみちのくプロレスに参戦した。
2002年3月にDEEPに来日参戦し鈴木みのる相手に総合格闘技に初挑戦。2004年1月に「ハッスル」、プロレスに来日。
2010年7月に「LUCHA FESTA 2010」に来日。
2012年8月にみちのくプロレスのふく面ワールドリーグ戦に来日。
2013年7月にはプロレスリング華☆激に来日。

## 戦績
| 総合格闘技 戦績 | 総合格闘技 戦績 | 総合格闘技 戦績 | 総合格闘技 戦績 | 総合格闘技 戦績 | 総合格闘技 戦績 | 総合格闘技 戦績 |
| --------------- | --------------- | --------------- | --------------- | --------------- | --------------- | --------------- |
| 1 試合          | (T)KO           | 一本            | 判定            | その他          | 引き分け        | 無効試合        |
| 0 勝            | 0               | 0               | 0               | 0               | 0               | 0               |
| 1 敗            | 0               | 0               | 0               | 1               | 0               | 0               |

| 勝敗 | 対戦相手   | 試合結果                   | 大会名                        | 開催年月日    |
| ×    | 鈴木みのる | 1R 2:26 反則（ローブロー） | DEEP2001 4th IMPACT in NAGOYA | 2002年3月30日 |

## 得意技
- ソラリーナ
- ロメロ・スペシャル
- トペ・スイシーダ

## タイトル歴
- UWA世界ジュニアライトヘビー級王座
- UWA世界ミドル級王座
- UWA世界ウェルター級王座
- WWA世界ミドル級王座
- ナショナル・ミドル級王座
- UWFスーパーミドル級王座